# TIM-/TOM-Komplex

Schematische Darstellung der TOM- und TIM-Komplexe in der mitochondrialen Membran.

TIM-/TOM-Komplexe sind Multiproteinkomplexe in der mitochondrialen Doppelmembran und zählen zu den Translokasen. Sie sind dafür zuständig, dass Proteine, welche im Cytosol synthetisiert werden, also von der nuklearen DNA kodiert werden, die Mitochondrien erreichen können. Von der mitochondrialen DNA werden schließlich nur 13 Proteine kodiert, die restlichen stammen aus der nuklearen DNA. Der TOM-Komplex (englisch Translocase of the Outer Membrane) ist in die äußere Mitochondrienmembran eingebaut, der TIM-Komplex (englisch Translocase of the Inner Membrane) in die innere. Die zu transportierenden Proteine haben als Erkennungssequenz entweder eine Präsequenz oder ein internes Signal.

## TOM-Komplex
Durch den TOM-Komplex gelangen alle Proteine, welche ins Mitochondrium transportiert werden sollen, also sowohl Matrix- sowie Intermembranraum- und Membranproteine. Die GIP (Generelle Import Pore) ist die zentrale Domäne, welche die ungefalteten Proteine über die Membran transportiert. Des Weiteren spielen TOM70 beim Import von Proteinen mit internen Signalen, TOM20 bei Proteinen mit Präsequenz, TOM40 und TOM22 als Rezeptor eine wichtige Rolle beim Transport. Ist der TOM-Komplex überwunden, teilt sich der Weg für die jeweilige Proteinart auf. 

## TIM-Komplex
Bei den TIM-Komplexen wird grundsätzlich zwischen dem TIM22 und dem TIM23-Komplex unterschieden. Als Triebkraft für den Transport wird das Membranpotential genutzt.
Der TIM23-Komplex oder auch Präsequenz-Translokase transportiert Proteine mit einer Präsequenz, welche in der Matrix abgespalten wird, in die Matrix. Der Komplex besteht aus TIM23, TIM17, TIM50 und TIM44 als Importmotor. Nach Import des Proteins wird dieses sofort durch das mitochondriale Hitzeschockprotein mtHsp70 gebunden.
Der TIM22-Komplex transportiert Proteine mit internem Signal, welche in die innere Membran eingebaut werden. Der Komplex wird von TIM18, TIM22, TIM54 und TIM12 gebildet; TIM9 und TIM10 helfen beim Transport zu dem Komplex.
Proteine des Intermembranraums und Membranproteine in der äußeren Membran nutzen den TIM-Komplex nicht.

## TIC-/TOC-Komplex
TIC-/TOC-Komplexe sind Multiproteinkomplexe in der Doppelmembran von Chloroplasten. Das System funktioniert auf ähnliche Weise.